# La Commode aux tiroirs de couleurs
La Commode aux tiroirs de couleurs est le premier roman écrit par Olivia Ruiz, paru en 2020.  

## Résumé
Une jeune femme hérite de son abuela (sa grand-mère) adorée, Rita, une étrange armoire, qu'on a longtemps défendu aux enfants d'approcher, et dont les tiroirs peints de couleurs vives, cachent chacun une révélation inattendue sur la vie de cette ancêtre, dont les secrets de femme étaient bien gardés

## Portée
La jeune femme nous ouvre chacun des tiroirs de la commode, y découvrant à chaque fois un objet symbolique, légué par son aïeule, qui a été le témoin de chacune des grands événements passés de sa vie agitée d'héroïne féministe, grande amoureuse, mais pas maternelle, comme on l'entend habituellement. C'est un roman de transmission, qui nous raconte cet héritage, communiqué de femme à femme, de cœur à cœur. Le récit contenu dans les tiroirs a plus d'importance que le meuble, en lui-même.
Mais au-delà de l'histoire personnelle d'une femme et de ses coups de cœur, c'est aussi une découverte intime, une fière confession venant du passé, qui permet à sa descendante de mieux comprendre les événements de la période de la guerre d'Espagne, qui ont été trop longtemps refoulés dans la mémoire familiale, comme dans beaucoup de familles où l'on a connu un exil douloureux. On commence seulement à pouvoir reparler de cette période. C'est la grand-mère qui se raconte à sa petite fille, s'aidant l'une-l'autre par l'écrit à soigner leur déracinement, et à retrouver leur origine et leur identité.
Bien que sorti en pleine période de confinement, le livre a connu un succès justifié.